# 馬卡爾捷季涅
49°34′44″N 38°55′36″E / 49.57889°N 38.92667°E
馬卡爾泰蒂內（烏克蘭語：Макартетине）是位於烏克蘭東部的村莊，由盧甘斯克州舊比利斯克區的新普斯科夫市鎮負責管轄。該村始建於1643年，面積3.5平方公里，海拔高度154米，2001年人口276，人口密度每平方公里110.9人。